# Johan Karlsson (ishockeyspelare)
Johan Karlsson, född 9 april 1985 i Kalix, är en svensk före detta professionell ishockeyspelare.